# ウェリントン・ヴァウクェル・コエーリョ
ウェリントン・ヴァウクェル・コエーリョ（Wellington Valquer Coelho,1976年9月17日 - ）は、ブラジル出身のサッカー指導者（フィジカルコーチ）。浦和レッズでの登録名はウェイリントン
。

## 来歴
18歳の頃からフィジカルコーチを務めている。2007年、同胞のレヴィー・クルピの元、セレッソ大阪フィジカルコーチに就任し2008年まで在職。2012年からはサンパウロFC出身のジョゼ・カルロス・セホーン監督と共にガンバ大阪のコーチングスタッフに加わった。しかし、成績不振により同年3月26日、セホーン監督、呂比須ワグナーヘッドコーチと共に解任された。
2018年4月22日、オズワルド・オリヴェイラと共に浦和レッズのコーチングスタッフに加わりフィジカルコーチに就任した。同年12月18日、浦和のフィジカルコーチを退任。
2020年1月8日、ヴァンフォーレ甲府のフィジカルコーチに就任
2024年1月5日、徳島ヴォルティスのフィジカルコーチに就任。

## 指導歴
※全てフィジカルコーチとして指導
- 1995年  レガタス・チエテ (pt)
- 1996年 - 2007年  サンパウロFC
- 2007年5月 - 2008年  セレッソ大阪
- 2009年 - 2011年  サンパウロFC
- 2011年8月 - 2011年12月  南昌衡源
- 2012年  ガンバ大阪
- 2012年 - 2013年  上海申鑫
- 2014年 - 2015年  山東魯能
- 2017年  アトレチコ・ミネイロ
- 2018年4月 - 2018年12月  浦和レッドダイヤモンズ
- 2019年  サンパウロFC
- 2020年 - 2023年  ヴァンフォーレ甲府
- 2024年 -  徳島ヴォルティス